# Ben Johnson (Schauspieler)
Ben Johnson (* 13. Juni 1918 in Foraker, Osage County, Oklahoma; † 8. April 1996 in Mesa, Arizona) war ein US-amerikanischer Schauspieler, Stuntman und Rodeo-Cowboy, der vor allem mit Westernfilmen bekannt wurde. Für seine Rolle in Die letzte Vorstellung (1971) gewann Johnson den Oscar als Bester Nebendarsteller.

## Leben
Ben Johnson war der Sohn eines Bauern und ritt bereits als Kind. Als Rodeocowboy gewann er zahlreiche bedeutende Wettbewerbe, etwa die Weltmeisterschaft 1953 im Team Roping. Für den Howard-Hughes-Western Geächtet lieferte er um 1940 einige Pferde nach Hollywood. Als er feststellte, dass er im Filmgeschäft 175 US-Dollar die Woche verdienen konnte, anstatt 40 US-Dollar in der Landwirtschaft, blieb er in Hollywood. In den folgenden Jahren arbeitete er als Western-Stuntman und doubelte Stars wie John Wayne, Gary Cooper, Joel McCrea und James Stewart. Dabei übernahm er in den 1940er-Jahren erste winzige Filmrollen, die im Abspann ungenannt blieben.
Am Filmset des Westerns Bis zum letzten Mann (1948), dem ersten Teil von John Fords sogenannter Kavallerie-Trilogie, rettete Johnson bei einem Arbeitsunfall mehreren Menschen das Leben und fiel dadurch John Ford auf. Ford entdeckte Johnsons schauspielerisches Talent und gab ihm in seinem nächsten Film Spuren im Sand eine kleinere Sprechrolle. Im zweiten und dritten Teil von Fords Kavallerie-Trilogie, Der Teufelshauptmann (1949) und Rio Grande (1950), wurde Johnson an der Seite von John Wayne in größeren Nebenrollen als Kavalleriesoldat besetzt. In John Fords Westlich St. Louis (1950) durfte Johnson die Hauptrolle eines besonnenen Pferdehändlers spielen, der einen Treck von Mormonen durch die Wüste von Utah führt. Obwohl der Film heute ein Kritikerliebling ist, war er bei der Veröffentlichung kein großer Erfolg und machte Johnson nicht zum Star. Anfang der 1950er-Jahre zerstritten sich Johnson und sein Mentor Ford. Unter Fords Regie spielte Johnson erst 1963 wieder (Cheyenne).
Johnson war inzwischen als Darsteller soweit etabliert, dass er gute Nebenrollen erhielt, beispielsweise als Chris Calloway in George Stevens’ Westernklassiker Mein großer Freund Shane (1953), an der Seite von Marlon Brando in Der Besessene (1961) oder als einer der Banditen in Sam Peckinpahs Spätwestern The Wild Bunch (1969). Projekte mit Johnson als Hauptdarsteller wie beispielsweise der King-Kong-Film Panik um King Kong (1949) waren allerdings weniger erfolgreich, sodass nie ein großer Hollywood-Star aus Johnson wurde. Ab den 1950er-Jahren hatte Johnson außerdem viele Fernsehrollen, auch hier spielte er im Besonderen im Western und hatte Auftritte in zahlreichen Western-Fernsehserien wie Bonanza oder Am Fuß der blauen Berge. 
Den Oscar als Bester Nebendarsteller erhielt Johnson 1971 für eine moderne Westenrolle: In Peter Bogdanovichs Jugenddrama Die letzte Vorstellung spielte er den ehemaligen Cowboy Sam, der als Wirt und Theaterbesitzer in einer heruntergekommenen texanischen Kleinstadt ein bescheidenes, aber zufriedenes Leben führt. Für diese Darstellung erhielt er den Britischen Filmpreis sowie einen Golden Globe Award. Johnson wollte die Rolle in Die letzte Vorstellung zunächst nicht spielen, da sie ihm zu viele schlüpfrige Wörter enthielt. Erst durch Vermittlung von John Ford nahm er die Rolle an und schrieb mit Erlaubnis von Regisseur Bogdanovich seine Dialoge so um, dass sie weniger Schimpfwörter enthielten. Zu seinen häufigsten Figuren zählten meist einfache, aber ehrliche Männer aus dem Wilden Westen – etwa Cowboys, Sheriffs oder Südstaatler. Auch in seinem Privatleben galt er als Mensch, der die Lebensart in Hollywood nicht immer schätzte: 
„Ich kann nicht gut mit unechten Menschen, und davon gibt es viele in Hollywood. Ich habe mein Leben um die Prinzipien von Ehrlichkeit, Realismus und Respekt gebaut, und wenn die Leute in Hollywood so aufgeblasen sind, dass sie damit nicht umgehen können, dann sage ich: Zur Hölle mit denen!“
Bis zu seinem Tod blieb Johnson ein vielbeschäftigter Charakterdarsteller, etwa als Vater eines ermordeten Mädchens in Straßen der Nacht (1975) von Robert Aldrich, als Vater von Lea Thompson im Kriegsfilm Die rote Flut (1984) sowie als Besitzer eines Baseballclubs in der Sportkomödie Angels – Engel gibt es wirklich! (1994). Johnson letzter Film Jahre der Zärtlichkeit wurde erst nach seinem Tod veröffentlicht.
1982 wurde Johnson in die Western Performers Hall of Fame aufgenommen. 1994 wurde er mit einem Stern auf dem Hollywood Walk of Fame ausgezeichnet. Ben Johnson heiratete 1941 Carol Elaine Jones, die Tochter des Schauspielers Buck Jones, bis Carol am 27. März 1994 verstarb. Das Paar blieb kinderlos. Nach ihrem Tod lebte er in einer Seniorensiedlung in der Nähe seiner hochbetagten Mutter Susan Johnson (1899–2000). Dort starb er im April 1996 im Alter von 77 Jahren an einem Herzinfarkt.

## Filmografie (Auswahl)
- 1939: The Fighting Gringo
- 1943: Geächtet (The Outlaw)
- 1944: Mit Büchse und Lasso (Tall in the Saddle)
- 1946: Land der Banditen (Badman’s Territory)
- 1946: Smoky, König der Prärie (Smoky)
- 1947: Der schwarze Reiter (Angel and the Badman)
- 1947: Hyänen der Prärie (Wyoming)
- 1948: Bis zum letzten Mann (Fort Apache)
- 1948: Red River
- 1948: Spuren im Sand (Three Godfathers)
- 1948: Die rauhen Reiter der furchtlosen Legion (The Gallant Legion)
- 1949: Panik um King Kong (Mighty Joe Young)
- 1949: Der Teufelshauptmann (She Wore a Yellow Ribbon)
- 1950: Westlich St. Louis (Wagon Master)
- 1950: Rio Grande
- 1951: Keine Gnade für Jonny T. (Fort Defiance)
- 1953: Mein großer Freund Shane (Shane)
- 1956: Der Rebell von Arizona (Rebel in Town)
- 1957: Rebell der roten Berge (War Drums)
- 1958: Männer gegen Tod und Teufel (Fort Bowle)
- 1960–1961: Am Fuß der blauen Berge (Fernsehserie, drei Folgen)
- 1960–1962: Have Gun – Will Travel (Fernsehserie, drei Folgen)
- 1961: Der Besessene (One-Eyed Jacks)
- 1962–1971: Bonanza (Fernsehserie, drei Folgen)
- 1963–1968: Die Leute von der Shiloh Ranch (Fernsehserie, vier Folgen)
- 1963–1971: Rauchende Colts (Fernsehserie, drei Folgen)
- 1964: Cheyenne (Cheyenne Autumn)
- 1965: Sierra Charriba (Major Dundee)
- 1966: Noon Wine (Fernsehfilm)
- 1966: Rancho River (The Rare Breed)
- 1966–1967: Die Monroes (Fernsehserie, 14 Folgen)
- 1968: Hängt ihn höher (Hang ’Em High)
- 1968: Der Verwegene (Will Penny)
- 1969: The Wild Bunch – Sie kannten kein Gesetz (The Wild Bunch)
- 1969: Die Unbesiegten (The Undefeated)
- 1970: Chisum
- 1971: Die letzte Vorstellung (The Last Picture Show)
- 1971: El Capitano (Something Big)
- 1972: Getaway (The Getaway)
- 1973: Dreckiges Gold (The Train Robbers)
- 1973: Jagd auf Dillinger (Dillinger)
- 1974: Sugarland Express
- 1974: Der Tag, an dem die Heuschrecken kamen (Locusts)
- 1975: 700 Meilen westwärts (Bite the Bullet)
- 1975: Nevada Pass (Breakheart Pass)
- 1975: Straßen der Nacht (Hustle)
- 1976: Mörderbienen greifen an (The Savage Bees)
- 1976: Der Umleger (The Town That Dreaded Sundown)
- 1977: Grauadler (Grayeagle)
- 1978: Der tödliche Schwarm (The Swarm)
- 1980: Jeder Kopf hat seinen Preis (The Hunter)
- 1980: Monster im Nachtexpreß (Terror Train)
- 1982: Tex
- 1984: Sein größter Sieg (Champions)
- 1984: Die rote Flut (Red Dawn)
- 1987: Cherry 2000
- 1991: My Heroes Have Always Been Cowboys
- 1992: Flug ins Abenteuer (Radio Flyer)
- 1994: Angels – Engel gibt es wirklich! (Angels in the Outfield)
- 1996: Jahre der Zärtlichkeit – Die Geschichte geht weiter (The Evening Star)
- 1996: Ben Johnson: Third Cowboy on the Right
- 1996: Pick Up – Das Mädchen und der Cowboy (Ruby Jean and Joe)

## Rezeption
In Haruki Murakamis Roman Hard-boiled Wonderland und das Ende der Welt macht der Held sich auf der Flucht Mut, indem er an Ben Johnson denkt: „Ich rief mir alle seine Pferdeszenen in Erinnerung. Ben Johnson in Fort Defiance, Ben Johnson in She Wore a Yellow Ribbon, in Wagonmaster und in Rio Grande. Die sonnenüberflutete Prärie, am Himmel blütenweiße, wie gemalte Wolkenstreifen. In den Tälern stehen Büffelherden, Frauen treten aus der Tür und wischen sich an weißen Schürzen die Hände ab. Ein Fluss, im Winde zitterndes Licht und singende Menschen. Durch diese Landschaft jagt wie ein Pfeil Ben Johnson. Und die fahrbare Kamera jagt mit, den stattlichen Reiter immer im Visier.“